# Leghe Dipartimentali del Perù
Le leghe dipartimentali del Perù sono le leghe calcistiche peruviane che costituiscono la Fase Dipartimentale della Copa Perú. L'insieme delle leghe, costituisce la quinta divisione del campionato peruviano di calcio. Sono organizzate dalla FPF, la federazione calcistica peruviana.
Raggruppa le migliori squadre dei tornei provinciali di ogni dipartimento del Perù.

## Formato
Dopo la disputa delle fasi Distrettuale e Provinciale, da quest'ultima si qualificano due squadre di ciascuna provincia per disputare la Fase Dipartimentale organizzata dalla Lega Dipartimentale corrispondente. Il campione e il secondo classificato di ogni fase dipartimentale si qualificano per la fase nazionale, aggiungendo 50 squadre finaliste.

## Leghe dipartimentali
Anche se è vero che nel 2021 c'erano squadre che rappresentavano i dipartimenti nella Fase Nazionale della Copa Perú, non esisteva un campionato dipartimentale.

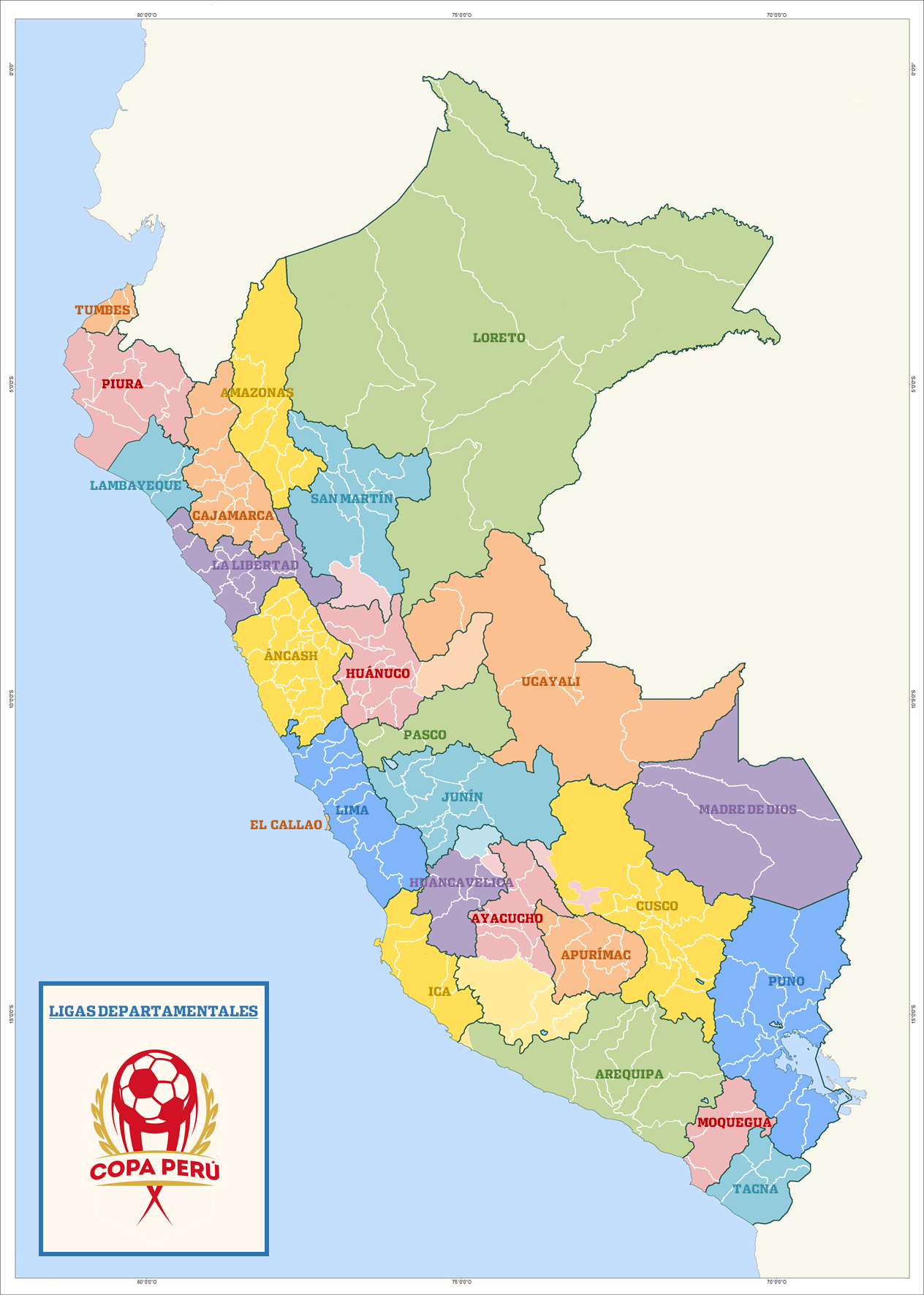
Leghe dipartimentali del Perù

### Lega dipartimentale di Amazonas
La Lega dipartimentale di Amazonas è stata fondata il 12 giugno 1969. Le squadre che hanno conquistato più titoli sono il Deportivo Hospital e Dep. Sachapuyos, con nove vittorie a testa.

### Lega dipartimentale di Áncash
La Lega dipartimentale di Áncash è stata fondata l'11 gennaio 1975. La squadra che annovera maggiori vittorie della competizione è il José Gálvez, con un totale di 16 titoli.

### Lega dipartamentale di Apurímac
La Lega dipartimentale di Apurímac è stata fondata il 28 aprile 1955. La squadra campione in carica è il Miguel Grau, che detiene anche il record di titoli della lega, ovverosia 15.

### Lega dipartamentale di Arequipa
La Lega dipartimentale di Arequipa è stata fondata l'8 maggio 1966. La squadra detentore del torneo è il National FBC, mentre la squadra con le maggiori vittorie del torneo è lo Sportivo Huracán, avendo conquistato il trofeo per 12 volte.

### Liga Departamental de Ayacucho
La Lega dipartimentale di Ayacucho è stata fondata il 25 aprile 1948. È la prima lega fondata dalla FPF.

### Lega dipartimentale di Cajamarca
La Lega dipartimentale di Cajamarca è stata fondata 25 settembre 1978. L'UTC Cajamarca ha conquistato per 17 volte il trofeo, davanti a ADA e Sporting Caxamarca, rispettivamente 8 e 6 volte.

### Lega dipartimentale di Callao
La Lega dipartimentale di Callao è stata fondata il 1º agosto 1975.

### Lega dipartimentale di Cusco
La Liga Departamental di Cusco è stata fondata il 15 febbraio 1974. Il Deportivo Garcilaso è la squadra con più titoli della lega (22). Detiene anche il record della generale competizione.

### Lega dipartimentale di Huancavelica
La Lega dipartimentale di Huancavelica è stata fondata il 25 maggio 1966.

### Lega dipartamentale di Huánuco
La Lega dipartamentale di Huánuco è stata fondata il 22 luglio 1984.

### Liga Departamental de Ica
La Liga Departamental de Ica fue è stata fondata il 22 ottobre 1976.

### Liga Departamental de Junín
La Lega Dipartamentale di Junín è stata fondata il 18 febbraio 1975.

### Lega dipartimentale di La Libertad
La Lega dipartimentale di La Libertad è stata fondata il 23 ottobre 1976.

### Lega dipartimentale di Lambayeque
La Lega dipartimentale di Lambayeque è stata fondata il 20 ottobre 1978.

### Lega dipartimentale di Lima
La Lega dipartimentale di Lima è stata fondata il 21 gennaio 1967.

### Lega dipartimentale di Loreto
La Lega dipartimentale di Loreto è stata fondata il 4 luglio 1975.

### Liga Departamental de Madre de Dios
Liga Departamental de Fútbol de Madre de Dios

La Liga Departamental de Madre de Dios fue fundada el 22 de abril de 1966.
| Año  | Campeón                   | Ciudad         |
| ---- | ------------------------- | -------------- |
| 1966 | Sacachispas               | Pto. Maldonado |
| 1967 | Dep. Maldonado            | Pto. Maldonado |
| 1968 | Mariscal Cáceres          | Pto. Maldonado |
| 1969 | Mariscal Cáceres          | Pto. Maldonado |
| 1970 | Fray Martín de Porres     | Pto. Maldonado |
| 1971 | Sacachispas               | Pto. Maldonado |
| 1972 | Fray Martín de Porres     | Pto. Maldonado |
| 1973 | Colegio Nac. Billinghurst | Pto. Maldonado |
| 1974 | Colegio Nac. Billinghurst | Pto. Maldonado |
| 1975 | Sp. Miguel Grau           | Pto. Maldonado |
| 1976 | Sp. Miguel Grau           | Pto. Maldonado |
| 1977 | Sp. Miguel Grau           | Pto. Maldonado |
| 1978 | Juventud La Joya          | Pto. Maldonado |
| 1979 | Dep. Maldonado            | Pto. Maldonado |
| 1980 | Juventud La Joya          | Pto. Maldonado |
| 1981 | Juventud La Joya          | Pto. Maldonado |
| 1982 | Juventud La Joya          | Pto. Maldonado |
| 1983 | Juventud La Joya          | Pto. Maldonado |
| 1984 | Dep. Maldonado            | Pto. Maldonado |
| 1985 | N/A                       |                |
| 1986 | Dep. Maldonado            | Pto. Maldonado |
| 1987 | Dep. Maldonado            | Pto. Maldonado |
| 1988 | N/A                       |                |
| 1989 | Dep. Maldonado            | Pto. Maldonado |
| 1990 | N/A                       |                |
| 1991 | N/A                       |                |
| 1992 | Dep. Maldonado            | Pto. Maldonado |
| 1993 | Treinta de Agosto         | Pto. Maldonado |
| 1994 | Estudiantes Unidos        | Pto. Maldonado |

| Año  | Campeón               | Ciudad         |
| ---- | --------------------- | -------------- |
| 1995 | Estudiantes Unidos    | Pto. Maldonado |
| 1996 | Estudiantes Unidos    | Pto. Maldonado |
| 1997 | Treinta de Agosto     | Pto. Maldonado |
| 1998 | Sp. Miguel Grau       | Pto. Maldonado |
| 1999 | Dep. Maldonado        | Pto. Maldonado |
| 2000 | Hospital Santa Rosa   | Pto. Maldonado |
| 2001 | Treinta de Agosto     | Pto. Maldonado |
| 2002 | Treinta de Agosto     | Pto. Maldonado |
| 2003 | Atl. Porteño          | Pto. Maldonado |
| 2004 | Fray Martín de Porres | Pto. Maldonado |
| 2005 | Fray Martín de Porres | Pto. Maldonado |
| 2006 | Minsa FBC             | Pto. Maldonado |
| 2007 | Minsa FBC             | Pto. Maldonado |
| 2008 | Juventud La Joya      | Pto. Maldonado |
| 2009 | Minsa FBC             | Pto. Maldonado |
| 2010 | Juventud La Joya      | Pto. Maldonado |
| 2011 | Minsa FBC             | Pto. Maldonado |
| 2012 | Minsa FBC             | Pto. Maldonado |
| 2013 | Treinta de Agosto     | Pto. Maldonado |
| 2014 | Minsa FBC             | Pto. Maldonado |
| 2015 | Minsa FBC             | Pto. Maldonado |
| 2016 | Minsa FBC             | Pto. Maldonado |
| 2017 | Dep. Maldonado        | Pto. Maldonado |
| 2018 | Dep. Maldonado        | Pto. Maldonado |
| 2019 | Dep. Maldonado        | Pto. Maldonado |
| 2022 | Dep. Maldonado        | Pto. Maldonado |
| 2023 | FC La Masía Nace      | Huepetuhe      |
| 2024 |                       |                |

#### Títulos por club
| Equipo                       | Títulos |
| ---------------------------- | ------- |
| Dep. Maldonado               | 12      |
| Minsa FBC                    | 8       |
| Juventud La Joya             | 7       |
| Treinta de Agosto            | 5       |
| Fray Martín de Porres        | 4       |
| Sp. Miguel Grau              | 4       |
| Estudiantes Unidos           | 3       |
| Mariscal Cáceres             | 2       |
| Sacachispas                  | 2       |
| Colegio Nac. Billinghurst    | 2       |
| Hospital Santa Rosa          | 1       |
| Atl. Porteño                 | 1       |
| FC La Masía Nace (Huepetuhe) | 1       |

### Liga Departamental de Moquegua
Liga Departamental de Fútbol de Moquegua

La Liga Departamental de Moquegua fue fundada el 19 de octubre de 1972.
| Año  | Campeón                  | Ciudad       |
| ---- | ------------------------ | ------------ |
| 1966 | Atl. Huracán             | Moquegua     |
| 1967 | Atl. Huracán             | Moquegua     |
| 1968 | Escuela Normal           | Moquegua     |
| 1969 | AJ Estudiantes Católicos | Ciudad Nueva |
| 1970 | Social Chalaca           | Ilo          |
| 1971 | Social Chalaca           | Ilo          |
| 1972 | Dep. Coishco             | Ilo          |
| 1973 | Dep. Coishco             | Ilo          |
| 1974 | La Breña                 | Moquegua     |
| 1975 | La Breña                 | Moquegua     |
| 1976 | Unión Pesquero           | Ilo          |
| 1977 | La Breña                 | Moquegua     |
| 1978 | La Breña                 | Moquegua     |
| 1979 | La Breña                 | Moquegua     |
| 1980 | Mariscal Nieto           | Ilo          |
| 1981 | La Breña                 | Moquegua     |
| 1982 | Atl. Huracán             | Moquegua     |
| 1983 | Atl. Huracán             | Moquegua     |
| 1984 | Mariscal Nieto           | Ilo          |
| 1985 | Juvenil Los Ángeles      | Moquegua     |
| 1986 | Unión América            | Ilo          |
| 1987 | Mariscal Nieto           | Ilo          |
| 1988 | Juvenil Los Ángeles      | Moquegua     |
| 1989 | Mariscal Nieto           | Ilo          |
| 1990 | N/A                      |              |
| 1991 | N/A                      |              |
| 1992 | N/A                      |              |
| 1993 | América                  |              |
| 1994 | Mariscal Nieto           | Ilo          |

| Año  | Campeón                            | Ciudad   |
| ---- | ---------------------------------- | -------- |
| 1995 | Atl. Huracán                       | Moquegua |
| 1996 | Atl. Huracán                       | Moquegua |
| 1997 | Atl. Huracán                       | Moquegua |
| 1998 | Peñarol                            | Ilo      |
| 1999 | La Breña                           | Moquegua |
| 2000 | La Breña                           | Moquegua |
| 2001 | Mariscal Nieto                     | Ilo      |
| 2002 | Mariscal Nieto                     | Ilo      |
| 2003 | Dep. Enersur                       | Ilo      |
| 2004 | Dep. Enersur                       | Ilo      |
| 2005 | Atl. Huracán                       | Moquegua |
| 2006 | Dep. Enersur                       | Ilo      |
| 2007 | Acad. Ticsani                      | Moquegua |
| 2008 | Cobresol FBC                       | Moquegua |
| 2009 | Dep. Enersur                       | Ilo      |
| 2010 | Atl. Huracán                       | Moquegua |
| 2011 | Atl. Huracán                       | Moquegua |
| 2012 | Social Episa                       | Ilo      |
| 2013 | Estudiantes Alas Peruanas          | Moquegua |
| 2014 | Mariscal Nieto                     | Ilo      |
| 2015 | Dep. Enersur                       | Ilo      |
| 2016 | Dep. Enersur                       | Ilo      |
| 2017 | Credicoop San Cristóbal            | Samegua  |
| 2018 | Credicoop San Cristóbal            | Samegua  |
| 2019 | Credicoop San Cristóbal            | Samegua  |
| 2022 | Credicoop San Cristóbal            | Samegua  |
| 2023 | Hijos del Altiplano y del Pacífico | Ilo      |
| 2024 |                                    |          |

#### Títulos por club
| Equipo                             | Títulos |
| ---------------------------------- | ------- |
| Atl. Huracán                       | 10      |
| Mariscal Nieto (Ilo)               | 8       |
| La Breña                           | 8       |
| Dep. Enersur (Ilo)                 | 6       |
| Credicoop San Cristóbal (Samegua)  | 4       |
| Social Chalaca (Ilo)               | 2       |
| Dep. Coishco (Ilo)                 | 2       |
| Juvenil Los Ángeles                | 2       |
| Escuela Normal                     | 1       |
| AJ Estudiantes Católicos           | 1       |
| Unión Pesquero (Ilo)               | 1       |
| Unión América (Ilo)                | 1       |
| América                            | 1       |
| Peñarol (Ilo)                      | 1       |
| Acad. Ticsani                      | 1       |
| Cobresol FBC                       | 1       |
| Social Episa (Ilo)                 | 1       |
| Estudiantes Alas Peruanas          | 1       |
| Hijos del Altiplano y del Pacífico | 1       |

### Liga Departamental de Pasco
Liga Departamental de Fútbol de Pasco

La Liga Departamental de Pasco fue fundada el 31 de mayo de 1976.
| Año  | Campeón                                   | Ciudad          |
| ---- | ----------------------------------------- | --------------- |
| 1966 | Carlos Valdivieso                         | Atacocha        |
| 1967 | Estudiantil Carrión                       | Cerro de Pasco  |
| 1968 | Centro Tarmeño                            | Cerro de Pasco  |
| 1969 | Sp. Ideal                                 | Huariaca        |
| 1970 | Carlos Valdivieso                         | Atacocha        |
| 1971 | Alianza Huarón                            | Huayllay        |
| 1972 | Estudiantil Carrión                       | Cerro de Pasco  |
| 1973 | Estudiantil Carrión                       | Cerro de Pasco  |
| 1974 | Unión Minas                               | Atacocha        |
| 1975 | Unión Minas                               | Atacocha        |
| 1976 | Unión Minas                               | Atacocha        |
| 1977 | Unión Minas                               | Cerro de Pasco  |
| 1978 | Unión Minas                               | Cerro de Pasco  |
| 1979 | Univ. Nac. Daniel A. Carrión (U.N.D.A.C.) | Cerro de Pasco  |
| 1980 | Univ. Nac. Daniel A. Carrión (U.N.D.A.C.) | Cerro de Pasco  |
| 1981 | Planta de Carbón                          | Goyllarisquizga |
| 1982 | Universitario                             | Chontabamba     |
| 1983 | Estudiantil Carrión                       | Cerro de Pasco  |
| 1984 | Unión Minas                               | Cerro de Pasco  |
| 1985 | Unión Minas                               | Uchuchaucca     |
| 1986 | Universitario                             | Chontabamba     |
| 1987 | Univ. Nac. Daniel A. Carrión (U.N.D.A.C.) | Cerro de Pasco  |
| 1988 | Univ. Nac. Daniel A. Carrión (U.N.D.A.C.) | Cerro de Pasco  |
| 1989 | Univ. Nac. Daniel A. Carrión (U.N.D.A.C.) | Cerro de Pasco  |
| 1990 | Univ. Nac. Daniel A. Carrión (U.N.D.A.C.) | Cerro de Pasco  |
| 1991 | Operaciones Tajo                          | Colquijirca     |
| 1992 | N/A                                       |                 |
| 1993 | Unión Mercado                             | Villa Rica      |
| 1994 | Universitario                             | Yanacancha      |

| Año  | Campeón                                   | Ciudad         |
| ---- | ----------------------------------------- | -------------- |
| 1995 | Dep. Berna                                | Oxapampa       |
| 1996 | Unión Social Oxapampa                     | Oxapampa       |
| 1997 | Sp. Sausa                                 | Cerro de Pasco |
| 1998 | Univ. Nac. Daniel A. Carrión (U.N.D.A.C.) | Cerro de Pasco |
| 1999 | Nueva Berna                               | Chontabamba    |
| 2000 | Univ. Nac. Daniel A. Carrión (U.N.D.A.C.) | Cerro de Pasco |
| 2001 | Unión Mercado                             | Villa Rica     |
| 2002 | Univ. Nac. Daniel A. Carrión (U.N.D.A.C.) | Cerro de Pasco |
| 2003 | Columna Pasco                             | Cerro de Pasco |
| 2004 | Cultural Guadalupe                        | Huariaca       |
| 2005 | Real Generación Aprominc                  | Huayllay       |
| 2006 | Real Generación Aprominc                  | Huayllay       |
| 2007 | Columna Pasco                             | Cerro de Pasco |
| 2008 | Dep. Municipal                            | Yanahuanca     |
| 2009 | Sp. Ticlacayán                            | Ticlacayán     |
| 2010 | Sp. Ticlacayán                            | Ticlacayán     |
| 2011 | Juventud Ticlacayán                       | Ticlacayán     |
| 2012 | Asociación Rancas                         | Simón Bolívar  |
| 2013 | Real Santiago Allauca                     | Tapuc          |
| 2014 | Ecosem Huaraucaca                         | Tinyahuarco    |
| 2015 | Alipio Ponce                              | Yanacancha     |
| 2016 | AD Municipal                              | Oxapampa       |
| 2017 | Dep. Municipal                            | Yanahuanca     |
| 2018 | Dep. Municipal                            | Yanahuanca     |
| 2019 | Juventud Municipal de Agomarca            | Paucartambo    |
| 2022 | Ecosem Pasco                              | Tinyahuarco    |
| 2023 | Ecosem Pasco                              | Tinyahuarco    |
| 2024 |                                           |                |

#### Títulos por club
| Equipo                                       | Títulos |
| -------------------------------------------- | ------- |
| Univ. Nac. Daniel A. Carrión (U.N.D.A.C.)    | 9       |
| Estudiantil Carrión                          | 4       |
| Unión Minas (Cerro de Pasco)                 | 4       |
| Unión Minas (Atacocha)                       | 3       |
| Dep. Municipal (Yanahuanca)                  | 3       |
| Carlos Valdivieso (Atacocha)                 | 2       |
| Unión Mercado (Villa Rica)                   | 2       |
| Real Generación Aprominc (Huayllay)          | 2       |
| Columna Pasco                                | 2       |
| Sp. Ticlacayán (Ticlayán)                    | 2       |
| Ecosem Pasco                                 | 2       |
| Sp. Ideal (Huariaca)                         | 1       |
| Centro Tarmeño (Cerro de Pasco)              | 1       |
| Alianza Huarón (Huayllay)                    | 1       |
| Planta de Carbón (Goyllarisquizga)           | 1       |
| Universitario (Chontabamba)                  | 1       |
| Dep. Cóndor (Ninacaca)                       | 1       |
| Universitario (Yanacancha)                   | 1       |
| Dep. Berna (Oxapampa)                        | 1       |
| Unión Social Oxapampa                        | 1       |
| Sp. Sausa                                    | 1       |
| Nueva Berna (Chontabamba)                    | 1       |
| Cultural Guadalupe (Huariaca)                | 1       |
| Juventud Ticlacayán (Ticlacayán)             | 1       |
| Asociación Rancas (Simón Bolívar)            | 1       |
| Real Santiago Allauca (Tapuc)                | 1       |
| Ecosem Huaraucaca (Tinyahuarco)              | 1       |
| Alipio Ponce (Yanacancha)                    | 1       |
| AD Municipal (Oxapampa)                      | 1       |
| Juventud Municipal de Agomarca (Paucartambo) | 1       |

### Liga Departamental de Piura
La Liga Departamental de Piura fue fundada el 4 de agosto de 1989.
| Año  | Campeón                      | Ciudad      |
| ---- | ---------------------------- | ----------- |
| 1966 | Alianza Atlético             | Sullana     |
| 1967 | Sp. Chorrillos               | Talara      |
| 1968 | Alianza Atlético             | Sullana     |
| 1969 | Atl. Torino                  | Talara      |
| 1970 | Unión Deportiva Talara       | Talara      |
| 1971 | Atl. Grau                    | Piura       |
| 1972 | Storm                        | Negritos    |
| 1973 | Sport Blondell               | Talara      |
| 1974 | Atl. Torino                  | Talara      |
| 1975 | Storm                        | Negritos    |
| 1976 | Atl. Torino                  | Talara      |
| 1977 | Sp. Bellavista               | Sullana     |
| 1978 | Univ. Nac. de Piura (U.N.P.) | Piura       |
| 1979 | Sp. Bellavista               | Sullana     |
| 1980 | Atl. Grau                    | Piura       |
| 1981 | Atl. Grau                    | Piura       |
| 1982 | Sp. Liberal                  | Piura       |
| 1983 | Alianza Atlético             | Sullana     |
| 1984 | Atl. Grau                    | Piura       |
| 1985 | Univ. Nac. de Piura (U.N.P.) | Piura       |
| 1986 | Alianza Atlético             | Sullana     |
| 1987 | Atl. Torino                  | Talara      |
| 1988 | Nueva Esperanza              | Piura Oeste |
| 1989 | Sp. Túpac Amaru              | Sullana     |
| 1990 | José Olaya                   | Talara      |
| 1991 | Defensor Buenos Aires        | Sullana     |
| 1992 | San Miguel                   | La Arena    |
| 1993 | Atl. Grau de Mallaritos      | Marcavelica |
| 1994 | Atl. Torino                  | Talara      |

| Año  | Campeón                      | Ciudad       |
| ---- | ---------------------------- | ------------ |
| 1995 | Sp. Túpac Amaru              | Sullana      |
| 1996 | IMI                          | Talara       |
| 1997 | Atl. Grau                    | Piura        |
| 1998 | IMI                          | Talara       |
| 1999 | Univ. Nac. de Piura (U.N.P.) | Piura        |
| 2000 | Atl. Grau                    | Piura        |
| 2001 | Atl. Grau                    | Piura        |
| 2002 | Atl. Grau                    | Piura        |
| 2003 | Atl. Grau                    | Piura        |
| 2004 | Acad. Municipal              | Talara       |
| 2005 | UDT Aviación                 | Talara       |
| 2006 | Olimpia FC                   | La Unión     |
| 2007 | Cosmos                       | Talara       |
| 2008 | Atl. Torino                  | Talara       |
| 2009 | Atl. Grau                    | Piura        |
| 2010 | Atl. Grau                    | Piura        |
| 2011 | José Olaya                   | Sechura      |
| 2012 | José Olaya                   | Paita        |
| 2013 | Defensor La Bocana           | Sechura      |
| 2014 | Defensor La Bocana           | Sechura      |
| 2015 | Defensor La Bocana           | Sechura      |
| 2016 | Atl. Grau                    | Piura        |
| 2017 | Atl. Grau                    | Piura        |
| 2018 | Atl. Torino                  | Talara       |
| 2019 | Sp. Chorrillos               | Querecotillo |
| 2022 | Atl. Torino                  | Talara       |
| 2023 | Olimpia FC                   | La Unión     |
| 2024 |                              |              |

#### Títulos por club
| Equipo                                | Títulos |
| ------------------------------------- | ------- |
| Atl. Grau                             | 13      |
| Atl. Torino                           | 8       |
| Alianza Atlético (Sullana)            | 4       |
| Defensor La Bocana (Sechura)          | 3       |
| Univ. Nac. de Piura (U.N.P.)          | 3       |
| IMI (Talara)                          | 2       |
| Storm (Negritos)                      | 2       |
| Sp. Bellavista (Sullana)              | 2       |
| Sp. Túpac Amaru (Sullana)             | 2       |
| Olimpia FC (La Unión)                 | 2       |
| Sp. Chorrillos (Talara)               | 1       |
| Unión Deportiva Talara                | 1       |
| Sport Blondell (Talara)               | 1       |
| Sp. Liberal                           | 1       |
| Nueva Esperanza (Piura Oeste)         | 1       |
| José Olaya (Talara)                   | 1       |
| Defensor Buenos Aires (Sullana)       | 1       |
| San Miguel (La Arena)                 | 1       |
| Atl. Grau de Mallaritos (Marcavelica) | 1       |
| Acad. Municipal (Talara)              | 1       |
| UDT Aviación (Talara)                 | 1       |
| Cosmos (Talara)                       | 1       |
| José Olaya (Sechura)                  | 1       |
| José Olaya (Paita)                    | 1       |
| Sp. Chorrillos (Querecotillo)         | 1       |

### Liga Departamental de Puno
Liga Departamental de Fútbol de Puno

La Liga Departamental de Puno fue fundada el 12 de noviembre de 1971.
| Año  | Campeón                     | Ciudad  |
| ---- | --------------------------- | ------- |
| 1966 | Unión Carolina              | Puno    |
| 1967 | Unión Carolina              | Puno    |
| 1968 | Dep. Salesianos             | Puno    |
| 1969 | Dep. Salesianos             | Puno    |
| 1970 | Dep. Salesianos             | Puno    |
| 1971 | Alfonso Ugarte              | Puno    |
| 1972 | Alfonso Ugarte              | Puno    |
| 1973 | Alfonso Ugarte              | Puno    |
| 1974 | Dep. Salesianos             | Puno    |
| 1975 | Dep. Universitario (U.N.A.) | Puno    |
| 1976 | American Star               | Juliaca |
| 1977 | Dep. Universitario (U.N.A.) | Puno    |
| 1978 | American Star               | Juliaca |
| 1979 | Carlos Varea                | Puno    |
| 1980 | American Star               | Juliaca |
| 1981 | Carlos Varea                | Puno    |
| 1982 | American Star               | Juliaca |
| 1983 | Atl. Agrario                | Puno    |
| 1984 | Bancos Unidos               | Juliaca |
| 1985 | Dep. Salesianos             | Puno    |
| 1986 | Bancos Unidos               | Juliaca |
| 1987 | Dep. Salesianos             | Puno    |
| 1988 | Alianza Rural               | Ñuñoa   |
| 1989 | N/A                         |         |
| 1990 | N/A                         |         |
| 1991 | Dep. Salesianos             | Puno    |
| 1992 | Carlos Varea                | Puno    |
| 1993 | Lunar de Oro                | Putina  |
| 1994 | Alfonso Ugarte              | Puno    |

| Año  | Campeón                     | Ciudad      |
| ---- | --------------------------- | ----------- |
| 1995 | Dep. Universitario (U.N.A.) | Puno        |
| 1996 | Dep. Universitario (U.N.A.) | Puno        |
| 1997 | Dep. Universitario (U.N.A.) | Puno        |
| 1998 | Alfonso Ugarte              | Puno        |
| 1999 | Alfonso Ugarte              | Puno        |
| 2000 | Alfonso Ugarte              | Puno        |
| 2001 | Alfonso Ugarte              | Puno        |
| 2002 | Franciscano San Román       | Juliaca     |
| 2003 | Franciscano San Román       | Juliaca     |
| 2004 | Franciscano San Román       | Juliaca     |
| 2005 | Alfonso Ugarte              | Puno        |
| 2006 | Unión Carolina              | Puno        |
| 2007 | Real Carolino               | Puno        |
| 2008 | Diablos Rojos               | Juliaca     |
| 2009 | Diablos Rojos               | Juliaca     |
| 2010 | Alianza Unicachi            | Yunguyo     |
| 2011 | Franciscano San Román       | Juliaca     |
| 2012 | Alfonso Ugarte              | Puno        |
| 2013 | Dep. Binacional             | Desaguadero |
| 2014 | Dep. Binacional             | Desaguadero |
| 2015 | Unión Fuerza Minera         | Putina      |
| 2016 | Unión Fuerza Minera         | Putina      |
| 2017 | Alfonso Ugarte              | Puno        |
| 2018 | Alfonso Ugarte              | Puno        |
| 2019 | Credicoop San Román         | Juliaca     |
| 2022 | FC Cahusiños                | San Miguel  |
| 2023 | Unión Angeles (Vizcachani)  | Pucará      |
| 2024 |                             |             |

#### Títulos por club
| Equipo                          | Títulos |
| ------------------------------- | ------- |
| Alfonso Ugarte                  | 12      |
| Dep. Salesianos                 | 6       |
| Dep. Universitario (U.N.A.)     | 5       |
| American Star (Juliaca)         | 4       |
| Franciscano San Román (Juliaca) | 4       |
| Unión Carolina                  | 3       |
| Carlos Varea (Puno)             | 3       |
| Diablos Rojos (Juliaca)         | 2       |
| Bancos Unidos (Juliaca)         | 2       |
| Dep. Binacional (Desaguadero)   | 2       |
| Unión Fuerza Minera (Putina)    | 1       |
| Atl. Agrario                    | 1       |
| Alianza Rural (Ñuñoa)           | 1       |
| Lunar de Oro (Putina)           | 1       |
| Real Carolino                   | 1       |
| Alianza Unicachi (Yunguyo)      | 1       |
| Credicoop San Román (Juliaca)   | 1       |
| FC Cahusiños (San Miguel)       | 1       |
| Unión Angeles (Vizcachani)      | 1       |

### Lega dipartimentale di San Martín de Porres
La Liga Departamental de San Martín è stata fondata il 26 di ottobre 1972. L'Atlético Grau è la squadra che si è aggiudicata più volte la coppa (13 volte), mentre al secondo posto si trova l'Atlético Torino, che ha conquistato il trofeo per otto volte.

### Liga Departamental de Tacna
Liga Departamental de Fútbol de Tacna

La Liga Departamental de Tacna fue fundada el 5 de noviembre de 1976.
| Año  | Campeón                      | Ciudad  |
| ---- | ---------------------------- | ------- |
| 1966 | Coronel Bolognesi            | Tacna   |
| 1967 | Coronel Bolognesi            | Tacna   |
| 1968 | Mariscal Miller              | Tacna   |
| 1969 | Mariscal Miller              | Tacna   |
| 1970 | Coronel Bolognesi            | Tacna   |
| 1971 | Coronel Bolognesi            | Tacna   |
| 1972 | Coronel Bolognesi            | Tacna   |
| 1973 | Coronel Bolognesi            | Tacna   |
| 1974 | Coronel Bolognesi            | Tacna   |
| 1975 | Defensor Tacna               | Tacna   |
| 1976 | Mariscal Miller              | Tacna   |
| 1977 | Mariscal Miller              | Tacna   |
| 1978 | Mariscal Miller              | Tacna   |
| 1979 | Química Sol                  | Sama    |
| 1980 | Dep. Victoria                | Tacna   |
| 1981 | Defensor Tacna               | Tacna   |
| 1982 | Universitario                | Tacna   |
| 1983 | Universitario                | Tacna   |
| 1984 | Universitario                | Tacna   |
| 1985 | Defensor Arica               | Locumba |
| 1986 | Centauro Guardia Republicana | Tacna   |
| 1987 | Villa Hermosa                | Tacna   |
| 1988 | N/A                          |         |
| 1989 | N/A                          |         |
| 1990 | Mariscal Miller              | Tacna   |
| 1991 | N/A                          |         |
| 1992 | Universitario                | Tacna   |
| 1993 | Mariscal Cáceres             | Calana  |
| 1994 | Coronel Bolognesi            | Tacna   |

| Año  | Campeón              | Ciudad           |
| ---- | -------------------- | ---------------- |
| 1995 | Coronel Bolognesi    | Tacna            |
| 1996 | Coronel Bolognesi    | Tacna            |
| 1997 | Coronel Bolognesi    | Tacna            |
| 1998 | Coronel Bolognesi    | Tacna            |
| 1999 | Coronel Bolognesi    | Tacna            |
| 2000 | Coronel Bolognesi    | Tacna            |
| 2001 | Deportivo Bolito     | Tacna            |
| 2002 | Bureau               | A. de la Alianza |
| 2003 | Mariscal Miller      | Tacna            |
| 2004 | Mariscal Miller      | Tacna            |
| 2005 | Alfonso Ugarte       | Tacna            |
| 2006 | Alfonso Ugarte       | Tacna            |
| 2007 | Defensor Untac       | Tacna            |
| 2008 | Dínamo Solabaya      | Ilabaya          |
| 2009 | Mariscal Miller      | Tacna            |
| 2010 | Unión Alfonso Ugarte | G. Albarracín    |
| 2011 | Mariscal Miller      | Tacna            |
| 2012 | Bolognesi Zepita     | Ciudad Nueva     |
| 2013 | Coronel Bolognesi    | Tacna            |
| 2014 | Atl. San Pedro       | Candarave        |
| 2015 | Coronel Bolognesi    | Tacna            |
| 2016 | Coronel Bolognesi    | Tacna            |
| 2017 | Coronel Bolognesi    | Tacna            |
| 2018 | Unión Alfonso Ugarte | G. Albarracín    |
| 2019 | Coronel Bolognesi    | Tacna            |
| 2022 | Virgen de Natividad  | Tacna            |
| 2023 | Bentín Tacna Heroica | A. de la Alianza |
| 2024 |                      |                  |

#### Títulos por club
| Equipo                                     | Títulos |
| ------------------------------------------ | ------- |
| Coronel Bolognesi                          | 19      |
| Mariscal Miller                            | 10      |
| Universitario (Tacna)                      | 4       |
| Defensor Tacna                             | 2       |
| Unión Alfonso Ugarte (Gregorio Albarracín) | 2       |
| Química Sol (Sama)                         | 1       |
| Dep. Victoria                              | 1       |
| Defensor Arica (Locumba)                   | 1       |
| Centauro Guardia Republicana               | 1       |
| Villa Hermosa                              | 1       |
| Mariscal Cáceres (Calana)                  | 1       |
| Deportivo Bolito                           | 1       |
| Bureau (Distrito de Alto de la Alianza)    | 1       |
| Defensor Untac                             | 1       |
| Dínamo Solabaya (Ilabaya)                  | 1       |
| Bolognesi Zepita (Ciudad Nueva)            | 1       |
| Atl. San Pedro (Candarave)                 | 1       |
| Virgen de Natividad                        | 1       |
| Bentín Tacna Heroica (Alto de la Alianza)  | 1       |

### Liga Departamental de Tumbes
Liga Departamental de Fútbol de Tumbes

La Liga Departamental de Tumbes fue fundada el 12 de marzo de 1978.
| Año  | Campeón                  | Ciudad              |
| ---- | ------------------------ | ------------------- |
| 1966 | Sport Tumbes             | Tumbes              |
| 1967 | Sport Tumbes             | Tumbes              |
| 1968 | Húsares de Junín         | Tumbes              |
| 1969 | Dep. Ferrocarril         | Zarumilla           |
| 1970 | Círculo Rojo             | Tumbes              |
| 1971 | Húsares de Junín         | Tumbes              |
| 1972 | Húsares de Junín         | Tumbes              |
| 1973 | Húsares de Junín         | Tumbes              |
| 1974 | Municipal de Uña de Gato | Papayal             |
| 1975 | Sport Unión              | Zarumilla           |
| 1976 | Húsares de Junín         | Tumbes              |
| 1977 | Comercial Aguas Verdes   | Zarumilla           |
| 1978 | Comercial Aguas Verdes   | Zarumilla           |
| 1979 | Leoncio Prado            | Pampas del Hospital |
| 1980 | Palmeiras                | Papayal             |
| 1981 | Dep. Arequipa            | Tumbes              |
| 1982 | Sport Pampas             | Pampas del Hospital |
| 1983 | Mariscal Castilla        | Tumbes              |
| 1984 | Mariscal Castilla        | Tumbes              |
| 1985 | Comercial Aguas Verdes   | Zarumilla           |
| 1986 | Comercial Aguas Verdes   | Zarumilla           |
| 1987 | Inca Juniors             | Tumbes              |
| 1988 | Dep. Pacífico            | Zarumilla           |
| 1989 | Dep. Promaresa           | La Cruz             |
| 1990 | Dep. Promaresa           | La Cruz             |
| 1991 | Leoncio Prado            | Pampas del Hospital |
| 1992 | Sp. Buenos Aires         | Tumbes              |
| 1993 | Sp. Cabuyal              | Pampas del Hospital |
| 1994 | Alianza Tumbesina        | Tumbes              |

| Año  | Campeón                    | Ciudad              |
| ---- | -------------------------- | ------------------- |
| 1995 | Alianza Tumbesina          | Tumbes              |
| 1996 | Independiente Aguas Verdes | Aguas Verdes        |
| 1997 | Independiente Aguas Verdes | Aguas Verdes        |
| 1998 | Víctor Loli                | Tumbes              |
| 1999 | Independiente Aguas Verdes | Aguas Verdes        |
| 2000 | Sport Pampas               | Pampas del Hospital |
| 2001 | Sporting Pizarro           | Tumbes              |
| 2002 | Dep. Independiente         | Tumbes              |
| 2003 | Sporting Pizarro           | Tumbes              |
| 2004 | Independiente Aguas Verdes | Aguas Verdes        |
| 2005 | Sporting Pizarro           | Tumbes              |
| 2006 | Sport Pampas               | Pampas del Hospital |
| 2007 | Unión Pacífico             | Tumbes              |
| 2008 | Renovación Pacífico        | Tumbes              |
| 2009 | Defensor San José          | Tumbes              |
| 2010 | Sporting Pizarro           | Tumbes              |
| 2011 | Sp. Buenos Aires           | Tumbes              |
| 2012 | Sporting Pizarro           | Tumbes              |
| 2013 | Unión Deportiva Chulucanas | Aguas Verdes        |
| 2014 | Dep. Cristal Tumbes        | Tumbes              |
| 2015 | Dep. Cristal Tumbes        | Tumbes              |
| 2016 | Dep. Cristal Tumbes        | Tumbes              |
| 2017 | Independiente Aguas Verdes | Aguas Verdes        |
| 2018 | Dep. Ferrocarril           | Zarumilla           |
| 2019 | Alianza Zorritos           | Zorritos            |
| 2022 | Dep. Ferrocarril           | Zarumilla           |
| 2023 | Renovación Pacífico        | Tumbes              |
| 2024 |                            |                     |

#### Títulos por club
| Equipo                                    | Títulos |
| ----------------------------------------- | ------- |
| Húsares de Junín                          | 5       |
| Sporting Pizarro                          | 5       |
| Independiente Aguas Verdes (Aguas Verdes) | 5       |
| Comercial Aguas Verdes (Zarumilla)        | 4       |
| Sport Pampas (Pampas de Hospital)         | 3       |
| Dep. Cristal Tumbes                       | 3       |
| Dep. Ferrocarril (Zarumilla)              | 3       |
| Sport Tumbes                              | 2       |
| Mariscal Castilla                         | 2       |
| Leoncio Prado (Pampas de Hospital)        | 2       |
| Sport Buenos Aires                        | 2       |
| Alianza Tumbesina                         | 2       |
| Dep. Promaresa (La Cruz)                  | 2       |
| Renovación Pacífico                       | 2       |
| Círculo Rojo                              | 1       |
| Municipal de Uña de Gato (Papayal)        | 1       |
| Sport Unión (Zarumilla)                   | 1       |
| Palmeiras (Papayal)                       | 1       |
| Dep. Arequipa (Tumbes)                    | 1       |
| Inca Juniors                              | 1       |
| Dep. Pacífico (Zarumilla)                 | 1       |
| Sp. Cabuyal (Pampas del Hospital)         | 1       |
| Víctor Loli                               | 1       |
| Dep. Independiente                        | 1       |
| Unión Pacífico                            | 1       |
| Defensor San José                         | 1       |
| Unión Deportiva Chulucanas (Aguas Verdes) | 1       |
| Alianza Zorritos (Zorritos)               | 1       |

### Lega dipartimentale di Ucayali
La Lega Dipartamentale di Ucayali è stata fondata nel 1980.